# Avtandil
Avtandil (in georgiano ავთანდილ?) è un nome proprio di persona georgiano maschile.

## Varianti
- Ipocoristici: ავთო (Avto)[1]

### Varianti in altre lingue
- Azero: Aftandil

## Origine e diffusione

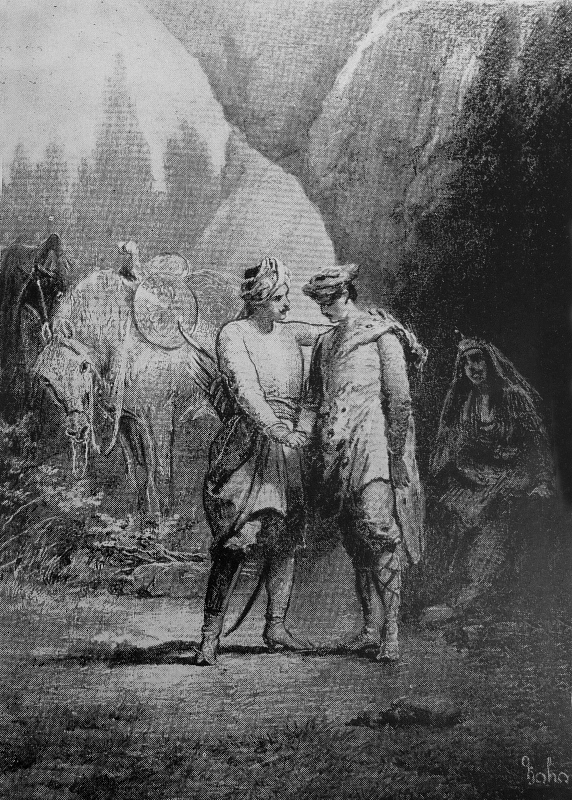
Avtandil e il cavaliere Tariel in un'illustrazione di Mihály Zichy

Riprende il nome di Avtandil, un personaggio del poema epico trecentesco Il cavaliere dalla pelle di leopardo, scritto dal poeta georgiano Shota Rustaveli; Rustaveli coniò il nome personalmente, basandolo sui vocaboli persiani آفتاب (aftab, "luce solare") e دل (dil, "cuore").

## Onomastico
Il nome è adespota, non essendo portato da alcun santo, quindi l'onomastico ricade il 1º novembre, giorno di Ognissanti.

## Persone
- Avtandil Ch'k'uaseli, calciatore georgiano
- Avtandil Ebralidze, calciatore georgiano
- Avtandil Ghoghoberidze, calciatore sovietico
- Avtandil Koridze, lottatore sovietico

### Varianti
- Avto Endeladze, calciatore georgiano
- Aftandil Hacıyev, calciatore azero